# Frank B. Kelso II
Frank Benton Kelso II, född 11 juli 1933 i Fayetteville, Tennessee, död 23 juni 2013 i Norfolk, Virginia, var en amiral i USA:s flotta. 
Kelso innehade befattningen som Chief of Naval Operations (CNO), den högsta yrkesmilitära befattningen i flottan och ledamot i Joint Chiefs of Staff, mellan 1990 och 1994. En stor del av Kelsos tid som CNO och eftermälet har, bortsett från neddragningar efter det kalla krigets slut, handlat om dennes kännedom om Tailhookskandalen i Las Vegas 1991 (marinflygarnas årliga samlingsträff som urartade med påstådda våldtäkter) och de efterföljande utredningar och åtgärder som vidtogs efter det. 
Under första halvan av 1993 var han även tillförordnad marinminister innan USA:s president Bill Clinton hade utnämnt någon till den posten.

## Biografi
Keslo tog examen från United States Naval Academy 1956. Därefter tjänstgjorde han två år ombord på amfibielastfartyget USS Oglethorpe (AKA-100) innan han antogs till Submarine School vid Naval Submarine Base New London. Efter att ha inträtt i ubåtsvapnet tjänstgjorde Kelso ombord på dieselubåten USS Sabalo (SS-302). 1960 påbörjade han den vidareutbildning som leddes av Hyman Rickover för att kunna tjänstgöra på kärnkraftsdrivna ubåtar. Under 1960-talet tjänstgjorde Kelso på tre olika atomubåtar: USS Pollack (SSN-603), USS Daniel Webster (SSBN-626) och USS Sculpin (SSN-590) för vilken han var dess sekond. Mellan 1969 och 1971 var han befälhavare för Naval Nuclear Power School. Under 1970-talet var han fartygschef för två atomubåtar: USS Finback (SSN-670) och USS Bluefish (SSN-675). Mellan 1975 och 1977 var han adjutant till befälhavaren för U.S. Atlantic Command, U.S. Atlantic Fleet och SACLANT. I februari 1980 befordrades Kelso till flaggman.
Som flaggman tjänstgjorde han i Pentagon på olika stabsbefattningar i OPNAV och marinministerns kansli. I februari utsågs han till befälhavare för USA:s sjätte flotta och tillhörande Natopost (Naval Striking Force and Support Forces Southern Europe). Kelso förde befäl över förband som deltog i USA:s flygbombningar av Libyen 1986. 30 juni samma år befordrades han till 4 stjärning amiral och utsågs till befälhavare för U.S. Atlantic Fleet. I november 1988 utsågs han till befälhavare för U.S. Atlantic Command och SACLANT. I juni 1990 efterträdde han Carlisle Trost som CNO. På posten som CNO hade han att hantera utredningen av vad som hade hänt 1989 ombord på slagskeppet USS Iowa (BB-61) där en explosion i ett kanontorn dödat 47 man i besättningen. Kelso omorganiserade även flottans högkvartersstab för att efterlikna och underlätta interaktion med Joint Staff och andra försvarsgrenars motsvarigheter.
Tillsammans med marinminister H. Lawrence Garrett III deltog amiral Frank B. Kelso II som gäst vid Tailhook Associations 35:e årsmöte som hölls på Las Vegas Hilton i september 1991. I juni 1992 trädde kapten Paula Coughlin fram i intervju med NBC News och berättade om sina upplevelser från Tailhooks Associations årsmöte i Las Vegas och det som tidigare varit en intern pinsamhet blev nu förstasidesstoff och en nationell skandal. Coughlin bjöds två dagar senare in till Vita huset av president George H.W. Bush som lovade att gå till botten med saken: vilket började med att USA:s försvarsminister Dick Cheney gav marinminister Garrett sparken. Därefter följde flera utredningar från både marinens kriminalpolis och försvarsdepartmentets generalinspektör, liksom brottsutredningar och åtal under Uniform Code of Military Justice som inte resulterade i att någon fälldes. I april 1994 meddelade Kelso att han gick i pension två månader innan den fyraåriga mandatperioden löpte ut. 19 april 1994 hölls en debatt och omröstning i USA:s senat huruvida Kelso hade talat sanning vad han såg i Las Vegas 1991 och om han gjort tillräckligt och därmed om han skulle tillåtas att få gå i pension som fyrstjärning amiral eller om han skulle degraderas till konteramiral. Rösterna utföll med 54 stycken som röstade för att han skulle få gå i pension som fyrstjärnig amiral och med 43 mot (varav samtliga kvinnliga senatorer) och med 3 nedlagda röster.
Kelso avled på ett sjukhus i Norfolk, Virginia efter en fallolycka.